# Zoie Palmer
Pour les articles homonymes, voir Palmer.
Zoie Palmer est une actrice anglo-canadienne, née le 28 octobre 1977 dans les Cornouailles. En 2014, elle fait son coming-out officiel en tant que lesbienne. Elle est mariée à Alex Lalonde, productrice de cinéma. Elles ont ensemble un enfant.

## Biographie
Zoie Palmer est notamment connue pour ses rôles dans les séries télévisées Lost Girl et Dark Matter.

### Vie privée
Elle a fait son coming out en tant que lesbienne en 2014.

## Filmographie
- 2002 : Odyssey 5 (série télévisée) : la chercheuse
- 2002 : The Scream Team (téléfilm) : Rebecca Kull
- 2003 : Adventure Inc. (série télévisée) : Luisa
- 2003 : Out of the Ashes (téléfilm) : Didi Goldstein
- 2003 : Terminal Venus (court métrage) : Annabelle
- 2003 : The Reagans (téléfilm) : Patti Reagan
- 2003 : Bar Life (court métrage) : Ryan
- 2004 : Bliss (série télévisée) : Donna
- 2004 : Godsend : Susan Pierce
- 2004 : 1-800-Missing (série télévisée) : Tracy Somers
- 2004 : Doc (série télévisée) : Tracey Briant
- 2005 : Devil's Perch (téléfilm) : Abby
- 2005 : Martha Behind Bars (téléfilm) : Amy
- 2006 : Gospel of Deceit (téléfilm) : Tracy Duggins
- 2006 : Snapshots for Henry (court métrage) : Angie
- 2006-2007 : Instant Star (série télévisée) : Patsy Sewer
- 2009 : Seeking Simone (série télévisée) : Rebecca
- 2008-2009 : The Guard : Police maritime (The Guard) (série télévisée) : Carly Greig
- 2010 : Bloodletting and Miraculous Cures (mini-série) : la policière
- 2010 : Murdoch Mysteries (série télévisée) : Katie Powers
- 2010 : The Untitled Work of Paul Shepard : Haley
- 2010 : Devil : Cheryl
- 2011 : Degrassi: The Next Generation (série télévisée) : l'officier
- 2011 : Jessica King (série télévisée) : Angela Gilbert
- 2011 : Nikita (série télévisée) : Anya Vimer
- 2011 : XIII: The Series (série télévisée) : Moira
- 2011 : Call Me Fitz (série télévisée) : Laura
- 2012 : Cold Blooded : Frances Jane
- 2012 : The Listener (série télévisée) : sergent McCoy
- 2012 : Flashpoint (série télévisée) : Jordana Hauser
- 2013 : Sex After Kids : Lou
- 2013 : Her Husband's Betrayal (téléfilm) : Tora Weeks
- 2014 : Patch Town : Bethany
- 2010-2015 : Lost Girl (série télévisée) : Lauren / Lola / Dr Lewis
- 2015 - 2017 : Dark Matter (série télévisée) : l'Android / Dr Irena Shaw
- 2016 : Real Detective (série télévisée documentaire) : détective Leigh Maroni
- 2017 : Pure (série télévisée) :  Valerie Krochack
- 2018 : Wynonna Earp (série télévisée) : Jolene
- 2021 : Spirale: l'Héritage de Saw : Kara
- 2025 : Les Enquêtes de Murdoch (série télévisée) : Lucy Renshaw (saison 18, épisode 11)